# New Berlin (Pensilvania)
New Berlin es un borough ubicado en el condado de Union en el estado estadounidense de Pensilvania. En el año 2000 tenía una población de 838 habitantes y una densidad poblacional de 719.0 personas por km².

## Geografía
New Berlin se encuentra ubicado en las coordenadas 40°52′49″N 76°59′11″O / 40.88028, -76.98639.

## Demografía
Según la Oficina del Censo en 2000 los ingresos medios por hogar en la localidad eran de $33,523 y los ingresos medios por familia eran $39,000. Los hombres tenían unos ingresos medios de $28,875 frente a los $21,528 para las mujeres. La renta per cápita para la localidad era de $16,547. Alrededor del 7.7% de la población estaba por debajo del umbral de pobreza.